# 2393 Suzuki
2393 Suzuki è un asteroide della fascia principale del diametro medio di circa 48,66 km. Scoperto nel 1955, presenta un'orbita caratterizzata da un semiasse maggiore pari a 3,2270518 UA e da un'eccentricità di 0,1896991, inclinata di 10,24083° rispetto all'eclittica. È dedicato a Keishin Suzuki, professore d'astronomia.